# Madawaska (Maine)
Madawaska és una població dels Estats Units a l'estat de Maine (EUA). Segons el cens del 2000 tenia 4.534 habitants. Està situada a la vora del riu Saint John, que marca la frontera amb el Canadà, davant de la localitat d'Edmundston, a Nova Brunswick.
La proximitat amb la població veïna no és només geogràfica. També comparteix amb Edmundston la cultura braiona fruit d'una herència acadiana, que se celebra anualment en un important festival. És un dels llocs de Maine on el francès és la llengua majoritària. El 83,4% dels habitants de Madawaska l'utilitza a casa.
La frontera precisa entre Maine i Nova Brunswick en aquesta zona no quedà fixada al tractat de París i va ser una font de disputes entre els Estats Units i el Regne Unit durant l'anomenada guerra d'Aroostook. En aquesta època els habitants d'Edmunston i Madawaska es proclamaren ciutadans de la República de Madawaska i el record d'aquest fet perdura com a tradició.

## Demografia
Segons el cens del 2000, Madawaska tenia 4.534 habitants, 1.993 habitatges, i 1.301 famílies. La densitat de població era de 31,5 habitants per km².
Dels 1.993 habitatges en un 26% hi vivien nens de menys de 18 anys, en un 56,8% hi vivien parelles casades, en un 6% dones solteres, i en un 34,7% no eren unitats familiars. En el 30,8% dels habitatges hi vivien persones soles el 13,2% de les quals corresponia a persones de 65 anys o més que vivien soles. El nombre mitjà de persones vivint en cada habitatge era de 2,22 i el nombre mitjà de persones que vivien en cada família era de 2,77.
Per edats la població es repartia de la següent manera: un 20,4% tenia menys de 18 anys, un 5,2% entre 18 i 24, un 25,3% entre 25 i 44, un 30,1% de 45 a 60 i un 19% 65 anys o més.
L'edat mediana era de 44 anys. Per cada 100 dones de 18 o més anys hi havia 91,1 homes.
La renda mediana per habitatge era de 30.994 $ i la renda mediana per família de 42.269 $. Els homes tenien una renda mediana de 46.117 $ mentre que les dones 22.361 $. La renda per capita de la població era de 18.552 $. Entorn del 7,5% de les famílies i l'11,5% de la població estaven per davall del llindar de pobresa.

## Poblacions més properes
El següent diagrama mostra les poblacions més properes.